# مسجد الغوري (تونس)
مسجد الغوري هو مسجد قديم من مساجد مدينة تونس، لم يعُد موجودا، وقد كان يقع جنوب المدينة.

## الموقع
كان يقع بنهج الحدّادين.

## التّسمية
استمدّ المسجد تسميته من اسم أبي يحيى بن أبي بكر الغوري الصفاقسي، وهو عالم ومحامي عاش في القرن الثّامن ميلادي.